# Esqui aquático nos Jogos Pan-Americanos de 2023 - Truques feminino
O evento de truques feminino do esqui aquático nos Jogos Pan-Americanos de 2023 foi disputado em 22 e 23 de outubro de 2023 na Lagoa Los Morros, em San Bernardo. Um total de 12 esquiadoras aquáticas de oito Comitês Olímpicos Nacionais (CON) participaram da competição.

## Calendário
Horário local (UTC−3).
| Data          | Hora  | Fase       |
| ------------- | ----- | ---------- |
| 22 de outubro | 9:30  | Preliminar |
| 23 de outubro | 14:20 | Final      |

## Medalhistas
| Ouro   | USA Erika Lang  |
| Prata  | CAN Neilly Ross |
| Bronze | USA Anna Gay    |

## Resultados

### Preliminar
Cada esquiadora realiza um série de figuras na água, com as seis melhores se classificando para a final.
| Pos. | Esquiadora         | CON                      | Resultado | Notas |
| ---- | ------------------ | ------------------------ | --------- | ----- |
| 1    | Erika Lang         | USA Estados Unidos       | 10590     | Q     |
| 2    | Neilly Ross        | CAN Canadá               | 10430     | Q     |
| 3    | Anna Gay           | USA Estados Unidos       | 10320     | Q     |
| 4    | Natalia Cuglievan  | PER Peru                 | 9900      | Q     |
| 5    | Paige Rini         | CAN Canadá               | 8410      | Q     |
| 6    | Daniela Verswyvel  | COL Colômbia             | 7270      | Q     |
| 7    | Regina Jaquess     | USA Estados Unidos       | 6360      |       |
| 8    | Martina Piedrahita | COL Colômbia             | 4290      |       |
| 9    | Violeta Mociulsky  | ARG Argentina            | 3970      |       |
| 10   | Martina Font       | MEX México               | 3150      |       |
| 11   | Agustina Varas     | CHI Chile                | 2720      |       |
| 12   | Francesca Pigozzi  | DOM República Dominicana | 1660      |       |

### Final
Na final as competidoras realizaram duas séries de figuras com a soma das duas definindo as medalhistas.
| Pos.              | Esquiadora        | CON                | Série 1 | Série 2 | Result. |
| ----------------- | ----------------- | ------------------ | ------- | ------- | ------- |
| Medalha de ouro   | Erika Lang        | USA Estados Unidos | 6180    | 4850    | 11030   |
| Medalha de prata  | Neilly Ross       | CAN Canadá         | 4800    | 6070    | 10870   |
| Medalha de bronze | Anna Gay          | USA Estados Unidos | 4210    | 6000    | 10210   |
| 4                 | Natalia Cuglievan | PER Peru           | 5470    | 4590    | 10060   |
| 5                 | Daniela Verswyvel | COL Colômbia       |         |         | 8540    |
| 6                 | Paige Rini        | CAN Canadá         | 3910    | 3250    | 7160    |